# Coeranoscincus reticulatus
Coeranoscincus reticulatus är en ödleart som beskrevs av  Günther 1873. Coeranoscincus reticulatus ingår i släktet Coeranoscincus och familjen skinkar. IUCN kategoriserar arten globalt som nära hotad. Inga underarter finns listade i Catalogue of Life.